# 柏木広樹
柏木 広樹（かしわぎ ひろき、1968年7月20日 - ）は、日本のチェリスト、作曲家、編曲家、音楽プロデューサー。

## 来歴
東京都多摩市出身、佼成学園高等学校、東京藝術大学音楽学部器楽学科卒業。在学中の1989年に、G-クレフのメンバーとしてデビュー。1990年、歌の無いインストゥルメンタル・バンドで初のNHK紅白歌合戦に出場。1995年に解散。
2001年より本格的にソロ活動を開始。ブラジルをはじめ、アフリカ、スペイン、バリ、日本など多国籍なテイストと、チェロを融合した独自の音楽性を構築、HATS UNLIMITEDよりオリジナル・アルバムをコンスタントにリリースしている。10thアルバム『VOICE』ではゲストに藤原道山、里アンナ、ザ・ハモーレ・エ・カンターレ、植木昭雄、フレーベル少年合唱団を迎え、「羽根屋・富美菊酒造」、小説「エミリの小さな包丁」（森沢明夫著）テーマソングも収録。
ライフワークとして幼少期からの愛読書『ドリトル先生』をイメージした楽曲をアルバム毎に収録、動物や自然をテーマにした作品が多く、盲導犬 チャリティ・コンサートへの出演を機に、継続して支援活動も行っている。「Made in musicasa」と銘打ったシリーズ公演を主軸に、能や朗読、タップダンスなど異ジャンルのアーティストと共演、ライブ活動も積極的に行う。“musicasa”とは、musica＝音楽＋casa＝家という意味の造語。
数々のアーティストのコンサートやレコーディングに参加。葉加瀬太郎、西村由紀江のサウンド･プロデュース、押尾コータローや佐藤竹善（SING LIKE TALKING）などのアレンジを担当。藤原道山、木村大、小沼ようすけ、沖仁、塩谷哲、上妻宏光、小松亮太、NAOTO、純名里沙、里アンナなど、多数のアーティストと共演、作品に携わっている。
ヤマハによるエレクトリック弦楽器「サイレント・シリーズ」の開発協力、Coda Bow社と黒澤楽器店によるカーボンファイバー製の弓で日本国内のチェリスト初のミュージシャン・モデルを発売、国内外のプロのチェリストにも高く評価される。
映画『冷静と情熱のあいだ』（主演：竹野内豊・ケリー・チャン 原作：辻仁成・江國香織）にチェリスト役として出演。アニメ「新世紀エヴァンゲリオン」の主人公・碇シンジのチェロ演奏を担当。
第81回アカデミー賞外国語映画賞など数々の賞を受賞した映画『おくりびと』で、主演の本木雅弘にチェロ演奏指導、劇中演奏を担当、映画の中で使用されている弓は柏木モデルであり、これを機に本木は趣味としてチェロ演奏を愛好している。
2018年公開の映画『きらきら眼鏡』（出演：金井浩人・池脇千鶴・安藤政信 監督：犬童一利・原作：森沢明夫）のエンディングテーマとして、『Reminiscence ～回想～』柏木広樹 feat.葉加瀬太郎＆西村由紀江を発表。
2019年、中島美嘉の代表曲をモチーフにした映画『雪の華』（出演：登坂広臣・中条あやみ 監督：橋本光二郎）のサウンドトラックを担当。
テーマソングとして、南日本放送「やくしまじかん」、NHK山形放送局「やままる」、山口朝日放送「ひるくる！」、北日本放送「いっちゃん☆KNB」、TOKYO MX「宝塚歌劇団 CAFÉ BREAK」、テレビ朝日「世界の子供がSOS!THE★仕事人バンク マチャアキJAPAN」「日本食紀行」、トヨタ自動車トヨタ会館、セブン銀行などへの楽曲提供、NHK大河ドラマ『篤姫～篤姫紀行』、関西テレビ「スーパーニュースアンカー」、テレビ新広島「ひろしま満点ママ」テーマ演奏など、映像音楽にも広く取り組んでいる。　
ソロ活動の他、越田太郎丸・西嶋徹・則竹裕之・青柳誠らと、インストゥルメンタル・ユニット『森』としても活動。光田健一とのデュオ・ユニット『二人旅』としてアルバム『Partiend』『MAJESTIC』をリリース、毎年20公演超におよぶ全国ツアーを行っている。
葉加瀬太郎、西村由紀江、柏木広樹 ヴァイオリン、ピアノ、チェロによる『NH&K TRIO』を2019年に結成。八ヶ岳高原音楽堂でのコンサート開催をキッカケにレコーディングを開始、2023年にトリオとしての1stアルバム『Adagio』を発表。第38回日本ゴールドディスク大賞「インストゥルメンタル・アルバム・オブ・ザ・イヤー」を受賞。
人間の声に最も近い音色の楽器といわれるチェロを変幻自在に操る、唯一無二のチェリスト。